# آلن دالس
آلن دالِس (انگلیسی: Allen Dulles ; ‎/ˈdʌlɪs/‎ DUL-iss; ۷ آوریل ۱۸۹۳ – ۲۹ ژانویه ۱۹۶۹) وکیل آمریکایی و اولین اداره‌کننده غیرنظامی اطلاعات مرکزی و دیرپاترین رئیس آن بود. او به عنوان رئیس سیا (CIA) در جریان اوایل جنگ سرد، بر کودتای ۲۸ مرداد، کودتای ۱۹۵۴ گواتمالا، برنامه هوانورد لاکهید یو-۲ , پروژه کنترل ذهن ام‌کی‌اولترا، و حمله به خلیج خوک‌ها در ۱۹۶۱ نظارت کرد. در نتیجه تهاجم ناموفق به کوبا، رئیس‌جمهور جان اف. کندی دالس را برکنار کرد.
دالس از اعضای کمیسیون وارن بود که در مورد ترور جان اف. کندی تحقیق کردند. یک نظریه توطئه که می‌گوید دالس و سیا به نحوی در ترور کندی و سرپوش گذاری احتمالی بر آن در کمیسیون وارن موضوع مباحثه محبوبی بین مورخین، صاحبنظران سیاسی و نظریه پردازان توطئه بوده است. در سال ۱۹۷۹، کمیته برگزیده مجلس در خصوص ترورها به این نتیجه رسید که سیا در ترور کندی درگیر نبوده است.
دالس بین دوره‌های کارش در حکومت، یک وکیل ابرشرکتی و از شرکای سالیوان و کرامول بود. برادر بزرگترش، جان فاستر دالس، وزیر امور خارجه ایالات متحده آمریکا در دولت آیزنهاور بود و فرودگاه بین‌المللی دالس واشینگتن به نام اوست.